# Hôtel de Brancas
El hôtel de Brancas es un hôtel particulier ubicado en la rue de Tournon en el 6 distrito de París que alberga el Instituto Francés de Arquitectura. No debe confundirse con el Hôtel de Brancas en Aix-en-Provence, habiendo pertenecido, en diferentes momentos, a la misma familia provenzal: los de Brancas.
Fue construido entre 1710 y 1713 por el arquitecto Pierre Bullet para Jean-Gaston-Baptiste Terrat, marqués de Chantosme y futuro canciller del Regente.

## Historia
También conocido como el "Hôtel de Terrat", fue construido según los diseños y planos de Pierre Bullet , para Monsieur Jean-Baptiste Terrat, marqués de Chantosme, canciller del duque de Orleans, quien compra el local al Sr. Nicolas Renouard de Chanteclair. En 1719, el financiero Jean-Baptiste Petit-de-Saint-Lienne, escribano jefe del Contralor General de Finanzas John Law de Lauriston, lo compró a los herederos del marqués de Terrat por la pulcra suma de 391.863 libras. Pero lo vendió unos años más tarde para financiar la compra del Château de Renay cerca de Vendôme.
Fue luego arrendado a la Real Academia, de equitación de 1733 a 1742. EFrançois Robichon de La Guérinière, renombrado jinete, enseñó aquí el arte de montar a los jóvenes de la nobleza, con su socio François Nicolas Desprez. Había cerrado su carrusel en el 13 de la rue de Vaugirard, tras problemas financieros.
Bugnet, Consejero de Estado, intendente del señor de Creil y de la duquesa de Beauvilliers, lo adquirió en 1752, perteneciente al de Montmorency y a la Casa de Saint-Aignan,luego fue vendido por los señores de Bugnet y Lanfernat, Comte de Villars; Chauvel, Gran Alguacil de Orleans, y en 1775, el duque de Brancas, teniente general del país de Provenza, lo adquirió.
Durante la Revolución, el alcalde de París, Jean-Nicolas Pache, vivió aquí, así como el matemático, astrónomo, físico y agrimensor Pierre-Simon de Laplace, que todavía vivía aquí en 1808. También formó parte del "Hôtel de Montmorency-Laval" en 1816, según el Diccionario de las calles de Latynna.
Más tarde, los libreros Bossange y Masson lo poseyeron antes de la llegada de Monsieur Renouard, un bibliófilo, que dejó la rue Saint-André-des-Arts por este. Alexandre Ribot, antiguo presidente del Consejo y miembro de la Academia francesa, permaneció allí. El Doctor Ricord también vivió en esta dirección y murió aquí en 1889.
En la planta baja, el librero Henri Loones tenía aquí una tienda en 1880 y en 1900, el Concert Rouge se ubicó aquí. Parte de los equipos de investigación de la École des Hautes Etudes en Sciences Sociales se alojaron aquí y en el número 17 de 1947 a 1950 con parte de los archivos y en particular del fondo Clément Heller, hasta 1980. En la planta baja, frente a la calle, se encuentran la Librairie Renouard y las Éditions Henri Laurens.
Está clasificado como monumento histórico desde el 23 de julio de 1973. Las fachadas y los techos de la calle, el patio y los jardines, el portón de entrada, la escalera, la sala de estar y el tocador están registrados y clasificados como Monumentos Históricos. 